# Oh Beom-seok
Oh Beom-seok (오범석?, 吳範錫?; 29 luglio 1984) è un ex calciatore sudcoreano, di ruolo difensore.